# みなぎ台
みなぎ台（美奈木台）は、兵庫県三木市にある郊外型住宅地（ニュータウン）である。吉川町みなぎ台1丁目と2丁目が設置されている。郵便番号は673-1117。

## 概要
吉川ニュータウン美奈木台として開発造成された、総区画数804区画、計画人口3000人程の住宅地区である。「自然に抱かれ人と共に成長する街」をキャッチフレーズに神戸市・三田市・大阪市のベッドタウンとして大倉建設（株式会社大倉）によって造成され、1994年に当時の美嚢郡吉川町に街開きした。街開き後、吉川町では人口が減少していたのが一転し、増加した。しかし1999年に開発を終えたものの、後に造成された2期区画を中心に空き区画が目立っており、最近では都心回帰などにより2007年をピークに人口は減少している。
一部の商業兼用地域を除く全域が戸建て住宅のみで占められており、アパート等集合住宅は一切存在しない。

## 地理

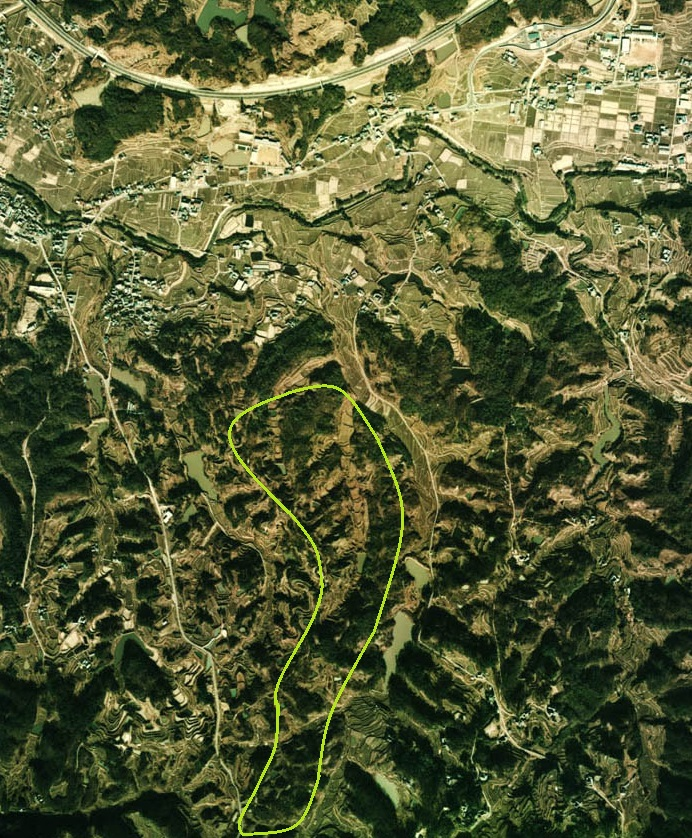
開発前のみなぎ台付近。黄枠で囲まれた部分が現在のみなぎ台のおおよその範囲。 1974年度撮影

中国自動車道吉川ICの南西の丘陵地にあり、周囲は雑木林（里山）や田に囲まれている。地域は南北に長く、山の北斜面に位置しているため南へ行くほど標高が上がる。そのため特に勾配のある1丁目全域と2丁目の一部はやや坂が急であり、幹線道路には8%の勾配道路標識が設置されている。
場所的には、旧中吉川村の区域である中吉川地区域内に位置する。

## 沿革
- 1994年6月 - 地区の幹線道路である、大畑湯谷線が17号西脇三田線～みなぎ台1期造成地間で供用開始される。[6]
- 1994年8月 - 1期造成地の分譲開始。[7]
- 1995年8月 - 入居開始される。[8]
- 1995年8月28日 - 神姫バス美奈木台（美奈木台1丁目）-三田駅の運行を開始する。[7]
- 1997年7月 - みなぎ台小学校新設工事起工。[9]
- 1997年12月 - みなぎ台配水池が供用開始される。[10]
- 1998年7月 - みなぎ台幼稚園新設工事起工。[11]
- 1999年1月29日 - 吉川町公共下水道供用開始。この日よりみなぎ台の下水もこちらへ流される。[12]
- 1999年4月1日 - みなぎ台小学校開校（中吉川小学校から分離）、みなぎ台幼稚園開園（中吉川幼稚園から分離）。[8]
- 1999年4月 - 大畑湯谷線が全線開通。354号淡河吉川線に接続された。[13]
- 2001年1月 - 地域内5番目の自治会となる「みなぎ台第5」自治会発足により、現在の自治会地区編成となる。
- 2001年11月 - 吉川町コミュニティバスの運行を開始する。[8]
- 2004年10月 - 神姫バス三ノ宮-吉川庁舎前路線の運行を開始する。
- 2012年4月 - みなぎ台幼稚園がよかわ幼稚園へ統合し、みなぎ台の園舎がよかわ幼稚園となる。
- 2017年4月 - よかわ幼稚園が吉川保育所と統合し、よかわ認定こども園となる。
- 2017年4月2日 - 地域内にイオンモール神戸北へのバス乗り入れを開始する。

## 地域

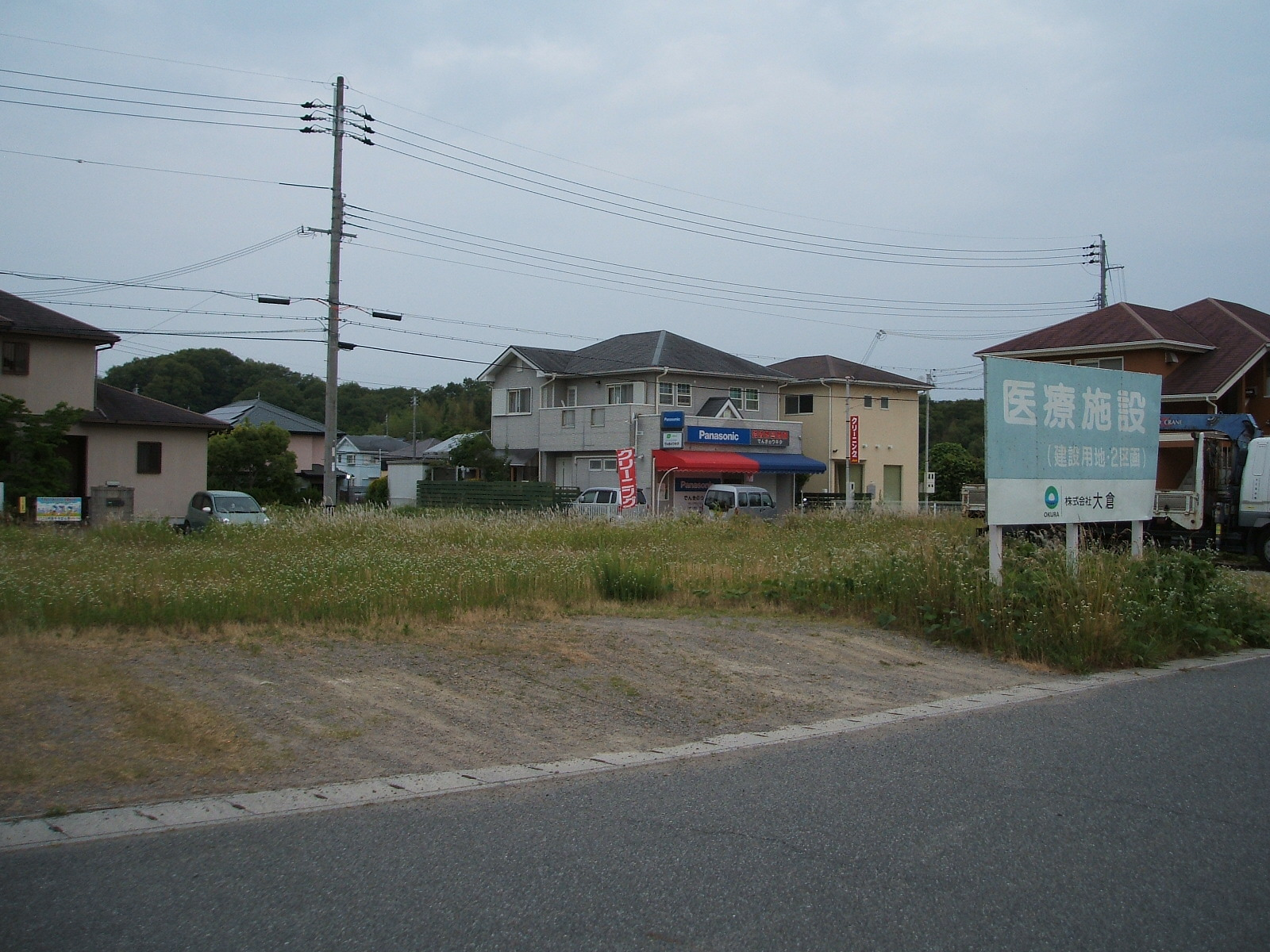
近隣センター（商業兼用）地域
商店など利便施設が集積している地域であるが、医療施設用地については2013年現在も更地のままである。

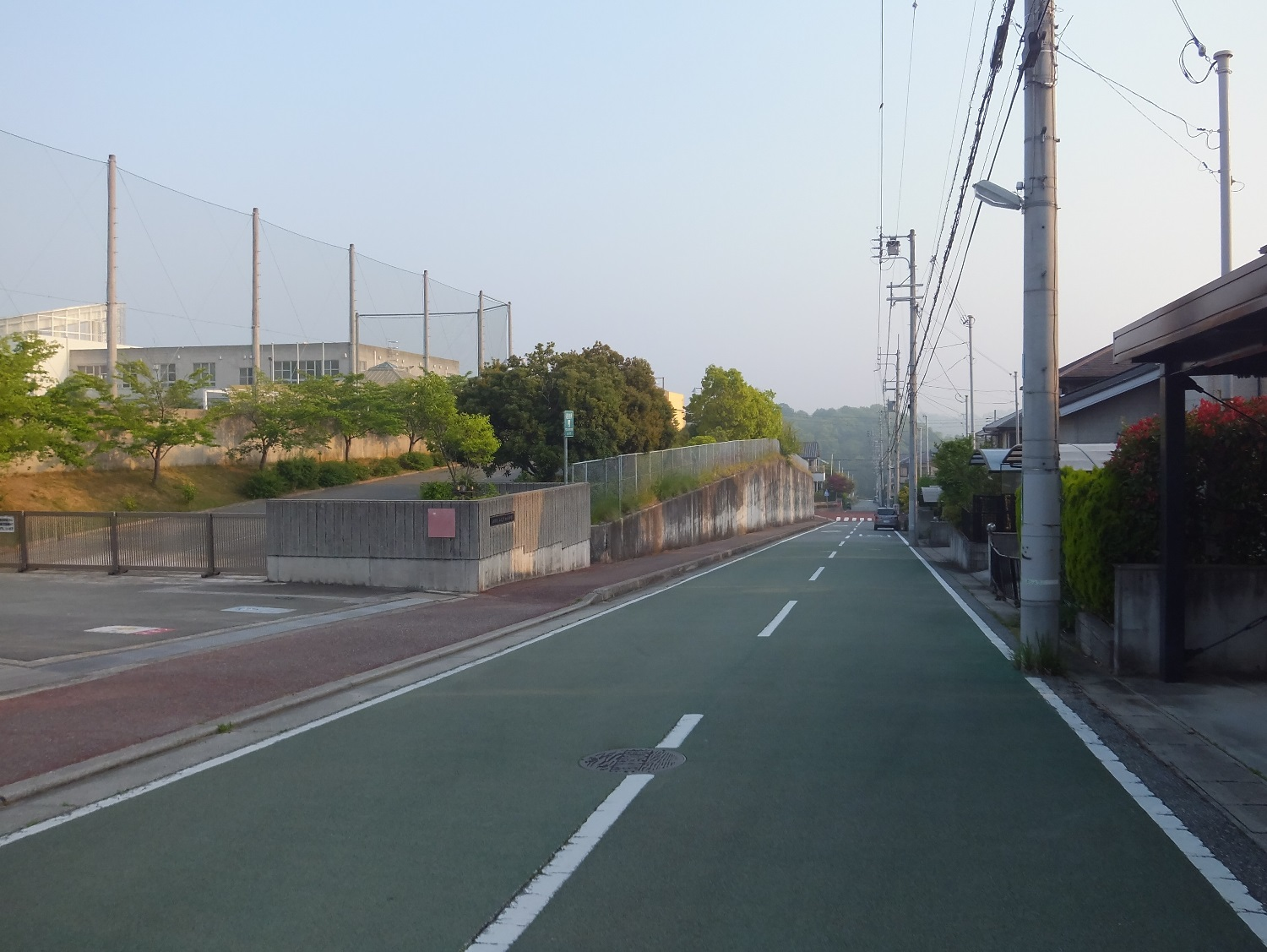
みなぎ台小学校前の街並み

みなぎ台地区全域を対象に、住環境保全を目的として当初より建築協定が定められていたが、2013年10月よりそれを継承する形で地区計画が運用されている。
地域の北東部の一部を近隣センター地区（商業兼用地域）として、それ以外の全域を住宅専用地区として用途指定されている。なお、住宅地区の住居建物は戸建てしか認められていない。

## 世帯数と人口
2022年（令和4年）2月28日現在の世帯数と人口は以下の通りである。
| 町丁                | 世帯数  | 人口    |
| ------------------- | ------- | ------- |
| 吉川町みなぎ台1丁目 | 499世帯 | 1,077人 |
| 吉川町みなぎ台1丁目 | 285世帯 | 799人   |
| 計                  | 784世帯 | 1,876人 |

### 人口の変遷
国勢調査による地域内の人口の変遷を示す。
| 1995年（平成7年）  | 160人   |  |
| 2000年（平成12年） | 2,114人 |  |
| 2005年（平成17年） | 2,406人 |  |
| 2010年（平成22年） | 2,268人 |  |
| 2015年（平成27年） | 2,019人 |  |

- 1995年入居開始から2000年にかけて入居のピークであったことから、急激な人口増加により吉川町の人口を押し上げ、吉川町はこの間の兵庫県内市町単位における人口増加率1位となった。[16]

### 地区
- 地域内には、みなぎ台北、みなぎ台東、みなぎ台南、みなぎ台中、みなぎ台第5の計5地区（自治会）が存在する。

## 施設

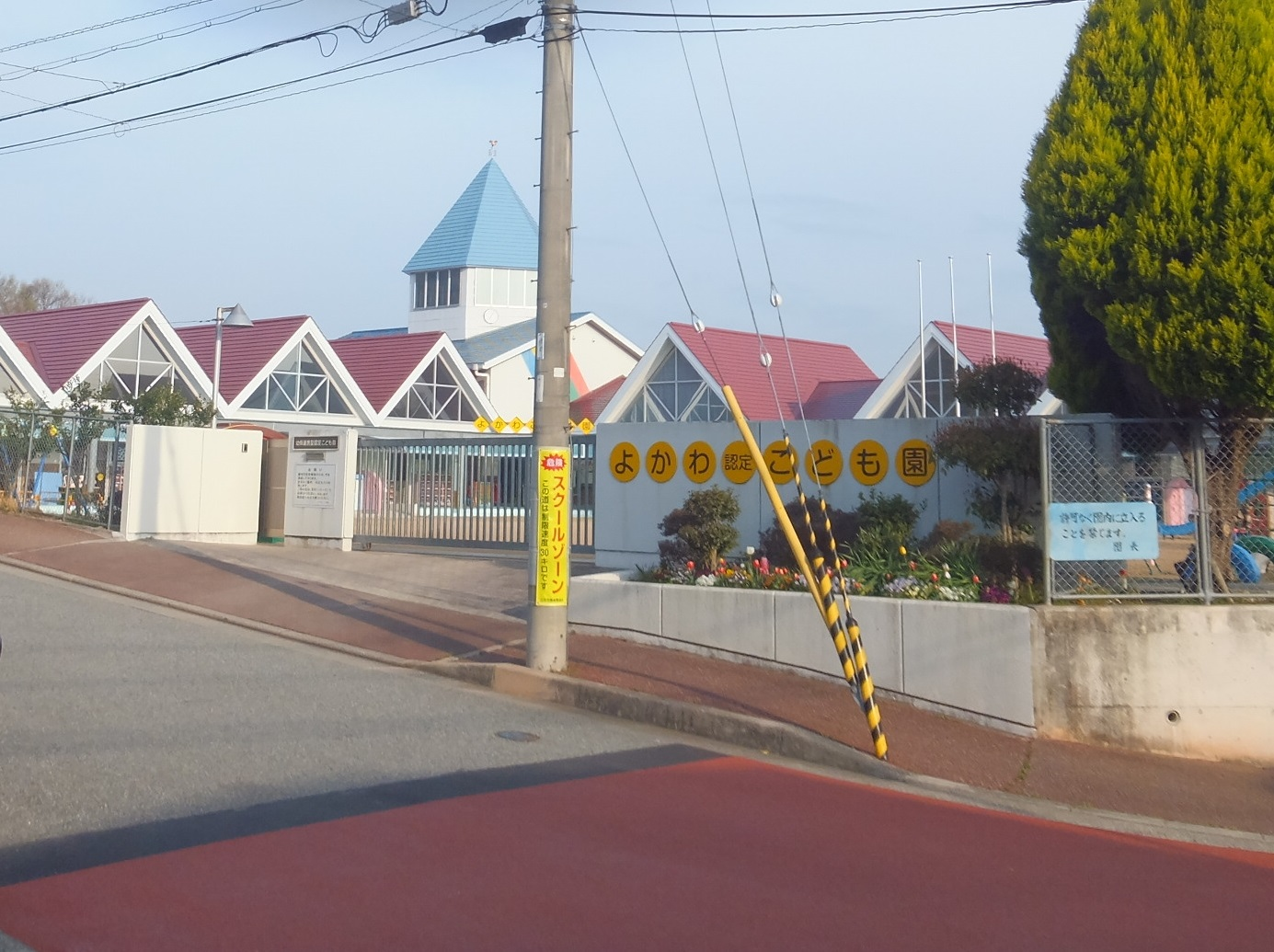
よかわ認定こども園
吉川町域唯一の幼保一体園である

### 教育機関
- 三木市立よかわ認定こども園（幼保連携型）
- 三木市立みなぎ台小学校2021年閉校。跡地に三木市立吉川小学校が開校。

### 商業施設
- メルカート美奈木台店

### 公園
地区内の公園はすべて街区公園である。

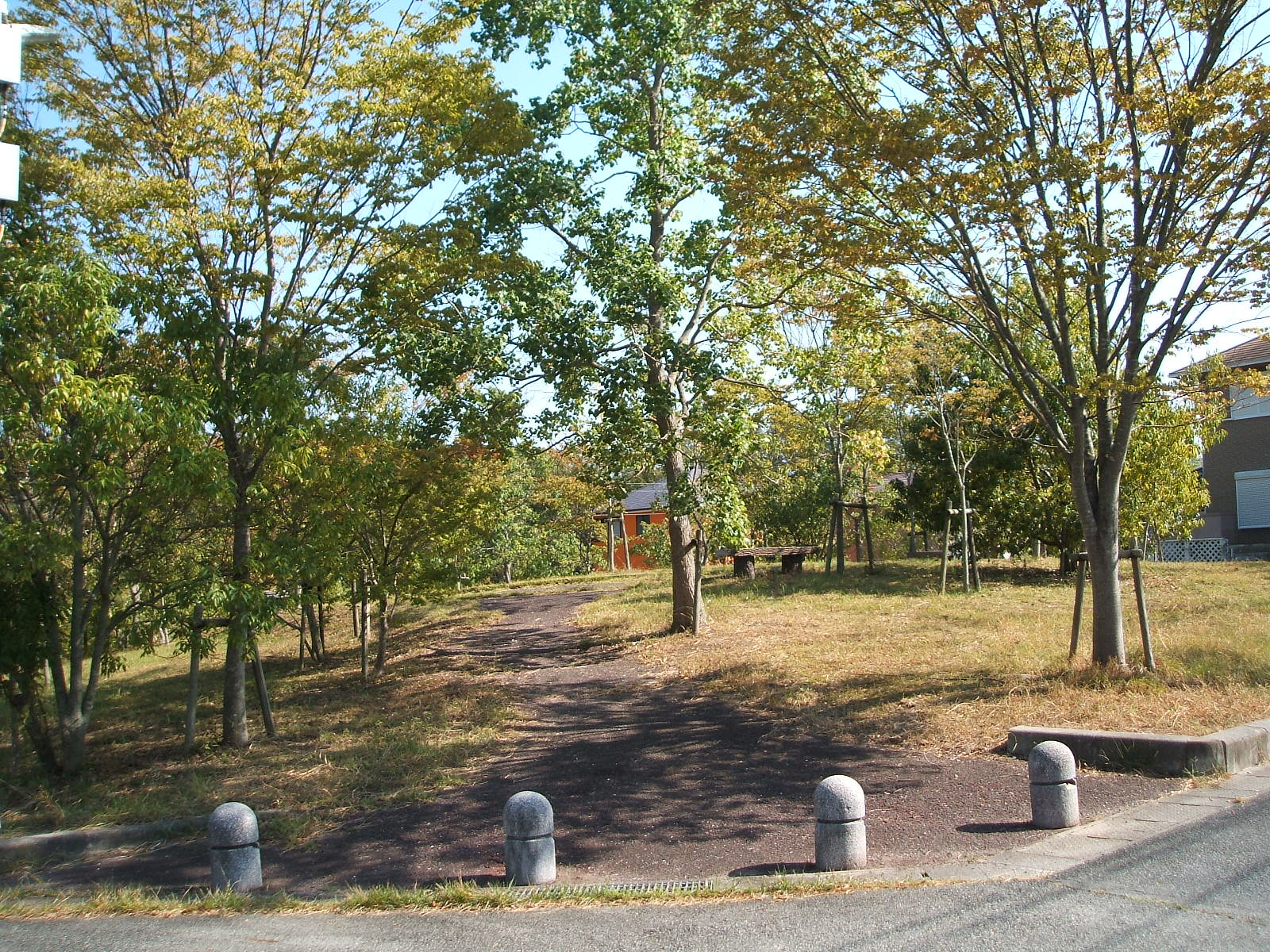
ひつじ公園 （みなぎ台北）
- パンダ公園 （みなぎ台中）
- うぐいす公園 （みなぎ台第5）
- カメ公園 （みなぎ台第5）
- ライオン公園 （みなぎ台第5）

- うさぎ公園 （みなぎ台東）
- ゴリラ公園 （みなぎ台南）
- ひばり公園 （みなぎ台第5）
- リス公園 （みなぎ台第5）

- ひばり公園

### 水道施設
- みなぎ台配水池

## 校区
市立小・中学校に通う場合、学区は以下の通りとなる。
| 番地  | 小学校 | 中学校             |                    |
| ----- | ------ | ------------------ | ------------------ |
| 1丁目 | 全域   | 三木市立吉川小学校 | 三木市立吉川中学校 |
| 2丁目 | 全域   | 三木市立吉川小学校 | 三木市立吉川中学校 |

- 小学校にあっては、1999年のみなぎ台小学校開校までは中吉川小学校の校区であった。2021年に閉校し、跡地に三木市立吉川小学校が開校した。

## 道路
- 三木市道大畑湯谷線が、幹線道路として地区内を南北に貫いている。
- 近隣の約2キロ北東に中国自動車道吉川ICがある。
- 地区の南部を県道354号淡河吉川線が接している。

## 公共交通機関

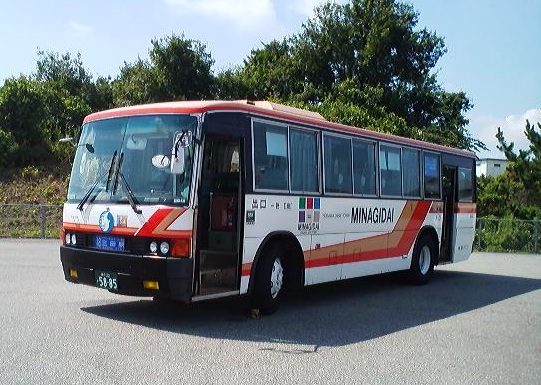
美奈木台仕様の神姫バス車両
三田駅-美奈木台線向けに登場した車両で側面にMINAGIDAIの文字が入っている。

鉄道が近くにはなくバスに依存しているが、バスを利用している人は多くなく、自家用車による移動が中心となっている。JRや神戸電鉄の駅とはバスで連絡している。

### 路線バス
- 神姫バス

街開き当初から運行されている三田駅線は、赤松台経由の便を除き途中中国自動車道を経由しており、みなぎ台 - 三田駅間を約30分で結んでいる。朝晩は三田駅と直通運行され、通勤時間帯以外の便（8時台-18時台）は途中、大型ショッピングセンター等があるフラワータウンセンターを経由し、買い物等の利便性を持たせた運行がなされている。
また、地区の南側には神姫バス三田営業所、 三木営業所、社営業所共用の車庫が設置されている。
- 11系統（準急）：新三田駅 - センチュリープラザ前 - 関西学院前 - 吉川庁舎前 - みなぎ台 - 渡瀬
- 12系統：社 - 嬉野台生涯教育センター - 天神 - 渡瀬 - みなぎ台
- 17系統：三木営業所 - 豊地 - 東条口 - 渡瀬 - みなぎ台
- 18系統：三田駅 - 市立図書館前 - フラワータウンセンター  -（赤松台北） - みなぎ台
- 19系統（直行）：三田駅 - 市立図書館前 -  みなぎ台
- 31系統：社 - 久米 - 天神 - 渡瀬 - みなぎ台
- 109系統：北播磨総合医療センター - 高畑 - みなぎ台 - 吉川庁舎前
- 117系統：北播磨総合医療センター - 高篠 - みなぎ台 - 吉川庁舎前
- 三宮 - 淡河本町 - みなぎ台 - 吉川庁舎前（三宮直行便は3往復のみでその他は途中乗り換え（乗り換え便は立席不可の座席定員制）となる）

- みっきぃよかたんバス
  - ルート4（■上松・みなぎ台ルート）

月～金曜日のみの運行で、運行方向は、大洞辻・みなぎ台2丁目方面からみなぎ台1丁目方向への一方のみである。
  - 渡瀬 - みなぎ台 - 吉川庁舎前 - イオンモール神戸北

日曜日のみの運行

#### バス停
神姫バスとみっきぃよかたんバス共用で、それぞれ全てのバスが停車する。
- みなぎ台（美奈木台車庫） - みなぎ台2丁目 - みなぎ台1丁目
  - 団地内住民だけでなく周辺地域の住民にもバスを利用しやすいよう、1丁目バス停付近にバス利用者用向けの無料の駐車場が、当時の吉川町によって設置されており、以前はその駐車場に北播磨総合医療センター直通バスのバス停が設置されていた。
  - 2015年（平成27年）10月の改正より時刻表やバスの表示が「美奈木台」の漢字表記から「みなぎ台」へと変更された。

## 祭事・イベント

### みなぎ台夏祭り
毎年7月下旬または8月上旬に、みなぎ台小学校グラウンドを会場にみなぎ台全5自治会共催で開かれている夏祭りイベントである。
- 夜店屋台は自治会やPTA、近隣の商店・飲食店が出店している。
- 会場に設けられたステージでは、地元を中心とした団体による踊りや太鼓演奏などのアトラクションや、 ビンゴゲームなどといったイベントが行われている。

## メディア

### コミュニティラジオ
- エフエム三木（FMみっきぃ）76.1MHz
  - 近隣に吉川中継局の送信所があり、受信は比較的良好である。

### ケーブルテレビ
- みなぎ台CATV

- 地域の大部分が地上波テレビ放送の送信所に対し、山陰となり難視聴地域となっている為、共聴アンテナを設置し各戸に再送信されている。

- K-CAT eo光テレビ

## 周辺
- 三木市消防署吉川分署
- 吉川総合公園
- コメリハード&グリーン　吉川店
- ローソン吉川鍛冶屋店
- アークよかわゴルフ倶楽部
- 国道428号
- 美嚢川